# Prysmian
Prysmian S.p.A. er en italiensk multinational producent af elektriske kabler til brug i energisektoren og telekommunikationssektoren samt lysledere. Prysmian har 23 fabrikker i Nordamerika, 48 i Europa, 13 i Latinamerika, 7 i Mellemamerika, 13 i Asien-Pacific. Det er verdens ledende producent af kabler til vindmølleparker.